# Heinrich Wachter
Heinrich Wachter (* 5. Oktober 1892 in Partenen; † 29. Dezember 1957 in Bregenz) war ein österreichischer Politiker. Er war von 1935 bis 1938 Abgeordneter zum Vorarlberger Landtag.

## Ausbildung und Beruf
Nach der Volksschule in Partenen erlernte Wachter zwischen 1907 und 1910 bei der Baufirma Gebrüder Wachter in Nancy (Frankreich) das Handwerk des Verputzers und Stuckateurs. Danach war er zwischen 1910 und 1913 im Sommer als Stuckateurgeselle in Paris tätig, im Winter arbeitete er in der elterlichen Landwirtschaft mit. In der Folge war er von Jänner bis August 1914 neuerlich in Nancy beschäftigt. Er wurde 1914 im Zuge des Ersten Weltkriegs zum Kriegsdienst bei den Tiroler Kaiserjägern einberufen und diente bis 1918 an der russischen Front in Galizien sowie an der Südfront in den Dolomiten. Nach seiner Heimkehr als Kriegsinvalide besuchte er von 1918 bis 1920 die Bauhandwerkerschule in Bregenz sowie einen Tiefbaukurs an der gleichen Anstalt und erwarb sich zudem kaufmännische Kenntnisse in Privatkursen und durch Selbststudium. Er arbeitete von 1920 bis 1921 als Geschäftsführer der Bauunternehmung Pfeifer in Schruns-Paris und war von 1922 bis 1927 Sekretär des Vorarlberger Landbundes in Feldkirch. 1927 trat er in den Dienst der Vorarlberger Illwerke AG, für die er bis 1957 zunächst als kaufmännischer Angestellter und später als Oberbuchhalter tätig war.

## Politik und Funktionen
Wachter war Mitglied der Vaterländischen Front und wurde 1935 als Standesvertreter des Berufsstandes Industrie und Bergbau vom Vorarlberger Landeshauptmann zum Mitglied des Ständischen Landtags berufen. Er folgte Max Juen nach und nahm erstmals am 12. November 1935 an einer Sitzung teil, wobei er bei seinem Eintritt in den Landtag vom Landeshauptmann nicht im Plenum des Landtags vereidigt wurde. Er gehörte in der Folge während der Zeit des Ständestaates bzw. des Austrofaschismus bis zum Anschluss Österreichs am 12. März 1938 dem Landtag an.
Wachter war des Weiteren Obmann der Siedlungsgenossenschaft, Vorsitzender der Sozialen Arbeitsgemeinschaft des Bezirkes Bregenz und Mitglied des Kirchenbauvereins St. Gebhard in Bregenz.

## Privates
Heinrich Wachter wurde als Sohn des Landwirts Johann Anton Wachter (1859–1946) und dessen Gattin Maria Anna Zölestine Rudigier (1860–1902) geboren. Beide Elternteile kamen in Gaschurn zur Welt. Wachter heiratete am 24. September 1923 in Bregenz Maria Josefine Metzler (1901–1963) und wurde zwischen 1927 und 1936 Vater von drei Söhnen.

## Auszeichnungen
- Silberne Tapferkeitsmedaille II. Klasse (Erster Weltkrieg)
- Karl-Truppenkreuz (Erster Weltkrieg)
- Verwundetenmedaille mit Streifen (Erster Weltkrieg)
- Alte Österreichische Kriegserinnerungsmedaille mit Schwertern (Erster Weltkrieg)
- Landesgedenkmünze 1914–1918